# أيلين كتاب
أيلين كتاب هي ناشطة نسوية وأكاديمية فلسطينية، تشغل منصب أستاذ مشارك في علم الإجتماع في جامعة بيرزيت، ورئيسة نقابة الأساتذة والعاملين في جامعة بيرزيت من عام 2011 حتى 2013 وكانت أول إمراة تحصل على هذا المنصب في فلسطين، وإحدى الشخصيات المشجعة للباحثين والباحثات على الإنخراط في المشاريع المتعلقة بالأبحاث، والمشاركة في الأنشطة البحثية. ونشرت العديد من المقالات حول الحركة النسوية الفلسطينية، والقومية والنسوية، والمشاركة السياسية للشباب الفلسطيني في ظل الاستعمار والسلطة الفلسطينية.

## مناصبها
- أستاذ مشارك في تخصص علم الاجتماع، قسم (معهد دراسات المرأة) في جامعة بيرزيت.[3]
- رئيسة نقابة العاملين (2011-2013) في جامعة بيرزيت.[4]
- منسقة مكتب التواصل لدى المجلس العربي للعلوم الاجتماعية.[5]
- عضو مجلس إدارة في مرصد السياسات الاجتماعيّة والاقتصادية.[6]